# Werner Fagerer
Werner Fagerer (* 11. Juli 1964 in Salzburg) ist ein ehemaliger österreichischer Grasskiläufer. Er wurde 1992 Europameister im Riesenslalom, gewann mehrere Medaillen bei Weltmeisterschaften und vier österreichische Meistertitel.

## Karriere
Fagerer begann 1980 mit dem Grasskisport. Drei Jahre später holte er seinen ersten von insgesamt vier österreichischen Meistertiteln im Riesenslalom. Die erste Medaille bei internationalen Großereignissen gewann er bei der Europameisterschaft 1988 in Gutenstein, wo er Dritter im Riesenslalom wurde. Zwei weitere Medaillen – Silber im Riesenslalom und Bronze im Super-G – folgten bei der Weltmeisterschaft 1989 in Kindberg. In der Saison 1989 belegte er den dritten Platz in der Europacup-Gesamtwertung.
Nach einer Hüftoperation konnte Fagerer in der gesamten Saison 1990 an keinen Wettkämpfen teilnehmen. Im nächsten Jahr gelang ihm die Rückkehr an die internationale Spitze und bei der Weltmeisterschaft 1991 in Bursa gewann er Silber im Super-G und Bronze im Riesenslalom. Den größten Erfolg seiner Karriere feierte er bei der Europameisterschaft 1992 in seinem Heimatort Faistenau, als er Europameister im Riesenslalom wurde. In der Saison 1993 belegte er zum zweiten Mal den dritten Gesamtrang im Europacup. Bei den nächsten beiden Europameisterschaften konnte Fagerer jeweils eine weitere Medaille holen: 1994 wurde er Zweiter in der Kombination und 1996 Dritter im Riesenslalom. Bei Weltmeisterschaften gelangen ihm jedoch keine weiteren Spitzenresultate. 1999 beendete Fagerer im Alter von 35 Jahren seine Karriere.

## Sportliche Erfolge

### Weltmeisterschaften
- Kindberg 1989: 2. Riesenslalom, 3. Super-G
- Bursa 1991: 2. Super-G, 3. Riesenslalom

### Europameisterschaften
- Gutenstein 1988: 3. Riesenslalom
- Faistenau 1992: 1. Riesenslalom
- Kálnica 1994: 2. Kombination, 4. Slalom, 4. Riesenslalom, 5. Super-G
- Forni di Sopra 1996: 3. Riesenslalom

### Europacup
- Saison 1989: 3. Gesamtrang
- Saison 1993: 3. Gesamtrang

### Österreichische Meisterschaften
- Vierfacher Österreichischer Meister im Riesenslalom (1983, 1985, 1988 und 1991)